# Millersche Indizes

Auswahl millerscher Indizes in einem Würfel

Die millerschen Indizes der Kristallographie (auch Miller’sche Indizes oder seltener Miller-Indizes) wurden im Jahr 1839 von William Hallowes Miller (1801–1880) vorgeschlagen.
In der gleichen Arbeit führte Miller auch die heute gebräuchlichen Schreibweisen ein:
- (hkl) dient der eindeutigen Bezeichnung von Kristallflächen bzw. Ebenen im Kristallgitter,
- {hkl} steht für Kristallformen, d. h. die Menge aller symmetrisch äquivalenten Flächen,
- [uvw] für Richtungen (Richtungsindizes),
- ⟨uvw⟩ für die Menge aller symmetrisch äquivalenten Richtungen.

Die millerschen Indizes werden wie folgt gebildet: Man bestimmt die Schnittpunkte der Kristallebene mit den drei Koordinatenachsen, kürzt gemeinsame Faktoren, bildet die Kehrwerte und multipliziert mit dem kleinsten gemeinsamen Vielfachen der Nenner, so dass sich drei ganze, teilerfremde Zahlen ergeben.

## Anwendungen
In der Mineralogie werden die millerschen Indizes verwendet, um Kristallflächen eindeutig zu beschreiben. Auch zur Angabe der Spaltbarkeit oder von Verzwillingungen werden sie benötigt.
Bei Beugungsmethoden wie der Röntgenbeugung oder der Elektronenbeugung bezeichnen sie eine Netzebenen-Schar.
Hier werden auch höhere Indizes – beispielsweise 222 – eingesetzt, um die Beugung höherer Ordnung anzugeben. Diese Indizes werden als Laue-Indizes oder Laue-Symbol bezeichnet und zur Unterscheidung von den – nach Definition teilerfremden – millerschen Indizes üblicherweise ohne Klammern geschrieben. Die Laue-Indizes sind die mit der Ordnung n der Interferenz (siehe Bragg-Gleichung) multiplizierten Miller-Indizes. So wird z. B. die Reflexion 2. Ordnung an der Gitterebene mit den Miller-Indizes (100) mit den Laue-Indizes 200 bezeichnet. Laue-Indizes werden z. B. bei der Angabe von systematischen Auslöschungen verwendet und gehen in die Formel des Strukturfaktors ein.
In der Materialwissenschaft werden sowohl Gitterebenen als auch Gittervektoren benötigt, um Gitterfehler wie Versetzungen zu charakterisieren. Auch Gleitsysteme, Texturen oder die Kristallorientierung von Einkristallen können mit millerschen Indizes beschrieben werden.

## Notation
Abhängig von seinem Kristallsystem wird jedem Kristall ein Koordinatensystem zugeordnet. Die drei Vektoren {\displaystyle {\vec {a_{1}}}}, {\displaystyle {\vec {a_{2}}}} und {\displaystyle {\vec {a_{3}}}} mögen die Basis dieses Gitterkoordinatensystems bilden (nicht zu verwechseln mit den primitiven Translationen des Gitters).
Die Basis des zugehörigen reziproken Gitters sei durch die Vektoren {\displaystyle {\vec {g_{1}}}}, {\displaystyle {\vec {g_{2}}}} und {\displaystyle {\vec {g_{3}}}} gegeben (sie werden über die Basisvektoren {\displaystyle {\vec {a_{i}}}} des Gitters definiert).

### Gitterebene (millersche Indizes)
Es gibt zwei äquivalente Möglichkeiten, eine Gitterebene zu beschreiben:

#### Gitterebene im Ortsraum
Betrachtet man eine Gitterebene mit den Spurpunkten {\displaystyle s_{1}{\vec {e_{1}}}}, {\displaystyle s_{2}{\vec {e_{2}}}} und {\displaystyle s_{3}{\vec {e_{3}}}} ({\displaystyle {\vec {e_{i}}}} sind die Einheitsvektoren eines rechtwinkligen Koordinatensystems des Raums), so ist die Achsenabschnittsform gegeben durch:
{\displaystyle {\frac {1}{s_{1}}}x_{1}+{\frac {1}{s_{2}}}x_{2}+{\frac {1}{s_{3}}}x_{3}=1}
und ein Normalenvektor der Gitterebene durch
{\displaystyle {\vec {n}}={\begin{pmatrix}{\frac {1}{s_{1}}}\\{\frac {1}{s_{2}}}\\{\frac {1}{s_{3}}}\end{pmatrix}}}
Man bilde nun ein Vielfaches dieses Normalenvektors, sodass alle Einträge dieses Vielfachen des Normalenvektors ganze teilerfremde Zahlen sind. Sei dies z. B. im Folgenden durch die ganze Zahl {\displaystyle j} gewährleistet (möglich, da die {\displaystyle s_{i}\in \mathbb {Z} }, da die Schnittpunkte auf dem Kristallgitter liegen sollen), dann gilt
{\displaystyle {\vec {n_{2}}}={\begin{pmatrix}{\frac {j}{s_{1}}}\\{\frac {j}{s_{2}}}\\{\frac {j}{s_{3}}}\end{pmatrix}}={\begin{pmatrix}h\\k\\l\end{pmatrix}}}
Die Komponenten des Tripletts {\displaystyle (hkl)} heißen die millerschen Indizes. Jedes Triplett bezeichnet eine spezifische Ebene. Negative Zahlen werden anstelle des Minuszeichens durch einen Strich über dem zugehörigen Index gekennzeichnet, also z. B. {\displaystyle ({\bar {1}}0{\bar {2}})}. Ein Index von Null bezeichnet einen Schnittpunkt im Unendlichen (wie man aus der Achsenabschnittsform sieht), d. h., der zugehörige Basisvektor ist parallel zur Ebene.
Sind anstatt einer spezifischen Netzebene alle symmetrisch äquivalenten Ebenen gemeint, so wird die Notation {\displaystyle \{hkl\}} verwendet. Beispielsweise bezeichnet man mit {\displaystyle \{100\}} im kubischen Kristallsystem die aufgrund der kubischen Symmetrie äquivalenten Ebenen {\displaystyle (100)}, {\displaystyle ({\bar {1}}00)}, {\displaystyle (010)}, {\displaystyle (0{\bar {1}}0)}, {\displaystyle (001)} und {\displaystyle (00{\bar {1}})}, was den sechs Oberflächen eines Würfels entspricht.

#### Gitterebene im reziproken Gitter
Jeder Netzebenen-Schar {\displaystyle (hkl)} im direkten Gitter entspricht im reziproken Gitter des Kristalls ein Punkt bzw. Ortsvektor
{\displaystyle h{\vec {g_{1}}}+k{\vec {g_{2}}}+l{\vec {g_{3}}}}.
Dieser hat im reziproken Raum die Koordinaten {\displaystyle h,k,l}; er steht senkrecht auf den gleichnamigen Netzebenen und hat als Länge den Kehrwert des Netzebenenabstandes.
Dabei werden diejenigen ganzen Zahlen {\displaystyle h}, {\displaystyle k} und {\displaystyle l} verwendet, die keinen gemeinsamen Teiler mehr haben. Dies entspricht dem kürzesten reziproken Gittervektor, der senkrecht auf der Ebene steht.

### Gittervektoren (Richtungsindizes)
Auch Vektoren innerhalb des Gitters können durch Indizes bezeichnet werden. Dabei wird die Notation {\displaystyle [uvw]} verwendet, um einen spezifischen Vektor im realen Gitter (Gittervektor) zu bezeichnen:
{\displaystyle u{\vec {a_{1}}}+v{\vec {a_{2}}}+w{\vec {a_{3}}}.}
Dieser Vektor steht im Allgemeinen nicht senkrecht auf der Ebene {\displaystyle (uvw)}. Dies ist nur im kubischen Gitter der Fall.
Die Notation {\displaystyle \langle uvw\rangle } bezeichnet alle zum Vektor {\displaystyle [uvw]} symmetrisch äquivalenten Richtungen.
Beispiel:

Bei einem kubischen Kristall (also einem Würfel) ist {\displaystyle \langle 100\rangle } eine Richtung parallel zu einer der Würfelkanten, {\displaystyle \langle 110\rangle } die Richtung einer der Flächendiagonalen und {\displaystyle \langle 111\rangle } die Richtung einer Raumdiagonalen.

## Vierer-Schreibweise

Millersche Indizes im hexagonalen Kristallsystem

### Gitterebenen
Im trigonalen Kristallsystem und im hexagonalen Kristallsystem wird häufig die Schreibweise {\displaystyle (HKIL)} mit vier Indizes verwendet. Diese abgewandelten millerschen Indizes werden als bravaissche Indizes (auch Bravais-Miller-Indizes oder Miller-Bravais-Indizes) bezeichnet. Die Indizes {\displaystyle H}, {\displaystyle K} und {\displaystyle L} stimmen mit den üblichen millerschen Indizes überein, der zusätzliche (und eigentlich redundante) Index {\displaystyle I} ergibt sich immer als {\displaystyle -(H+K)}.
Ein Vorteil dieser Indizes im hexagonalen Kristallsystem ist, dass symmetrieäquivalente Flächen leicht zu identifizieren sind, da sie durch Permutation der ersten drei Indizes erhalten werden. So sind die Flächen {\displaystyle (10{\bar {1}}0)}, {\displaystyle (01{\bar {1}}0)} und {\displaystyle (1{\bar {1}}00)} beispielsweise Flächen des hexagonalen Prismas.

### Richtungsindizes

#### Kristallographie und Mineralogie
In der Kristallographie und Mineralogie werden meist die normalen Richtungsindizes {\displaystyle [uv.w]} oder {\displaystyle [uv^{*}w]} verwendet, wobei durch einen Platzhalter . oder * für {\displaystyle t} angedeutet wird, dass das trigonale bzw. hexagonale Kristallsystem gemeint ist. {\displaystyle t} ist immer null.
Allerdings wird diese Schreibweise teilweise auch für die im Folgenden beschriebenen Weber-Indizes verwendet, weswegen es zu Verwechslungen kommen kann.

#### Werkstoffwissenschaft
In der Werkstoffwissenschaft wird eine die abweichende Schreibweise {\displaystyle [UVTW]} bevorzugt, die Weber-Indizes (engl. Weber symbols). Die Umrechnung aus der Dreier-Schreibweise {\displaystyle [uvw]\!\,} ist hier unterschiedlich zur Umrechnung der Ebenen-Indizes:
{\displaystyle U=(2u-v)/3}
{\displaystyle V=(2v-u)/3}
{\displaystyle T=-(u+v)/3}
{\displaystyle W=w.}
Da die Umrechnung von Richtungen in die Vierer-Schreibweise verglichen mit Ebenen komplizierter ist, werden in der Literatur Richtungen mit Weber-Indizes häufig falsch angegeben.
Der Vorteil dieser Schreibweise liegt darin, dass die Richtung {\displaystyle [UVTW]}, ähnlich wie in kubischen Kristallsystemen, senkrecht zur Ebene {\displaystyle (UVTW)} ist; in der Dreier-Schreibweise ist dies in diesen Kristallsystemen im Allgemeinen nicht der Fall. Zudem können – wie bei den Miller-Bravais-Indizes – in kubischen Kristallsystemen aus Symmetriegründen äquivalente Richtungen durch Permutation der ersten drei Indizes erhalten werden, und eine {\displaystyle 0} bedeutet, dass die Richtung senkrecht zum entsprechenden Basisvektor ist.

##### Herleitung
Die Richtung {\displaystyle [uvw]} soll äquivalent zu {\displaystyle [UVTW]\!\,} sein, d. h. beide Indizes sollen in die gleiche Richtung zeigen. Also ist
{\displaystyle u\cdot {\vec {a}}+v\cdot {\vec {b}}+w\cdot {\vec {c}}\propto U\cdot {\vec {a}}+V\cdot {\vec {b}}+T\cdot {\vec {d}}+W\cdot {\vec {c}}.}
Nun ist
{\displaystyle {\vec {d}}=-({\vec {a}}+{\vec {b}}),}
weshalb sich dies als
{\displaystyle u\cdot {\vec {a}}+v\cdot {\vec {b}}+w\cdot {\vec {c}}\propto (U-T)\cdot {\vec {a}}+(V-T)\cdot {\vec {b}}+W\cdot {\vec {c}}}
schreiben lässt. Da
{\displaystyle T=-(U+V)}
gilt, folgt
{\displaystyle u\cdot {\vec {a}}+v\cdot {\vec {b}}+w\cdot {\vec {c}}\propto (2U+V)\cdot {\vec {a}}+(2V+U)\cdot {\vec {b}}+W\cdot {\vec {c}}}.
Daher ist die Umrechnung von Webersymbolen in Richtungsindizes der Dreier-Schreibweise
{\displaystyle u=2U+V}
{\displaystyle v=U+2V}
{\displaystyle w=W,}
wobei am Ende noch gekürzt werden muss. Aus letzteren Gleichungen lassen sich durch Auflösen nach {\displaystyle U}, {\displaystyle V} und {\displaystyle W} die Gleichungen zur Bestimmung der Weberindizes aus der Dreier-Schreibweise erhalten.